# Abierto Mexicano de Tenis 1994
L'Abierto Mexicano de Tenis 1994, conosciuto anche con il nome di Abierto Mexicano Telcel 1994 per ragioni di sponsorizzazione, è stato un torneo di tennis giocato sulla terra rossa. È stata la 2ª edizione del torneo, facente parte della categoria World Series nell'ambito dell'ATP Tour 1994. A differenza della precedente edizione, disputata a Città del Messico, il torneo si è giocato al Fairmont Acapulco Princess Club di Acapulco, in Messico, dal 21 al 28 febbraio 1994.

## Campioni

### Singolare
Thomas Muster ha battuto in finale  Roberto Jabali, 6-3, 6-1
- È stato il 1º titolo stagionale per Muster, nonché il suo 21º titolo ottenuto in carriera.

### Doppio
Francisco Montana /  Bryan Shelton hanno battuto in finale  Luke Jensen /  Murphy Jensen, 6-3, 6-4